# Craspedosis flavithorax
Craspedosis flavithorax är en fjärilsart som beskrevs av Louis Beethoven Prout 1916. Craspedosis flavithorax ingår i släktet Craspedosis och familjen mätare. Inga underarter finns listade i Catalogue of Life.